# The Story of William Tell
The Story of William Tell ist ein unvollendeter und nie veröffentlichter amerikanisch-britisch-deutsch-italienischer Film aus dem Jahr 1953 über den legendären Schweizer Freiheitskämpfer Wilhelm Tell mit Errol Flynn in der Titelrolle.

## Produktionsgeschichte
Errol Flynn hatte nach langer Zusammenarbeit mit der Filmgesellschaft Warner Bros. Entertainment beschlossen, seinen nächsten Film auf eigene Faust zu verwirklichen. Er wollte die Geschichte um den Schweizer Nationalhelden Wilhelm Tell an Originalschauplätzen mit Hilfe des neu entwickelten CinemaScope-Verfahrens verfilmen. Der bewährte Kameramann Jack Cardiff sollte dabei sein Regiedebüt geben.
Ko-Produzent Herbert Tischendorf, der Inhaber der Münchner Herzog-Film, schlug die Wienerin Waltraut Haas für die Rolle des Schweizer Mädchens Maria vor. Der römische Ko-Produzent Alexander Salkind stimmte einem Casting zu, das zwischen Haas und der italienischen Schauspielerin Vira Silenti den Ausschlag geben sollte.
So reiste Haas im August 1953 nach Courmayeur, wo die Dreharbeiten bereits seit einiger Zeit im Gange waren. Die angekündigten Probeaufnahmen erwiesen sich als winzige Szene, bei der Haas von Bruce Cabot angegriffen wurde, danach war sie engagiert. Nun wurde die als Sensation gedachte Szene fertiggestellt, indem der von Cabot gespielte Offizier Maria tötete und ihr das Kleid herunterriss, wobei einige Sekunden ihr Busen zu sehen war.
Bereits Ende August fing es an zu schneien, und die Schauspieler mussten täglich Schnee schaufeln und Papierblumen pflanzen. Der überraschend frühe Wintereinbruch erzwang schließlich den Abbruch der Dreharbeiten. Etwa drei Wochen blieb das Filmteam untätig, während die Kosten ständig stiegen. Flynn sah keine andere Möglichkeit, als in Courmayeur einen Schuldschein zu unterschreiben und mit der gesamten Crew in einer abenteuerlichen Fahrt nach Rom zurückzukehren. Die Gläubiger ließen die Beschlagnahme der Ausrüstung der mittellosen Filmleute anordnen. So musste Kameramann Herman Schopp die ihm von der Produktionsfirma anvertraute extrem kostbare Cinemascope-Linse abgeben. Er kehrte ohne sie in die Vereinigten Staaten zurück, wo er kurz darauf verstarb. 
Errol Flynn, der durch das Film-Fiasko ein Vermögen verloren hatte, suchte überall nach einem Finanzier, um den Film doch noch zu vollenden. Der in Rom im Exil lebende ägyptische König Faruq war nicht abgeneigt und sah sich das dreißigminütige Fragment an. Danach verlangte er von Flynn ein Treffen mit dem „Girl“, womit Waltraut Haas gemeint war. Diese lehnte ab, obwohl sie von der gesamten Crew zum Mitmachen gedrängt wurde.
Vier Jahre später schien sich noch einmal eine Gelegenheit zu bieten, den Film fertigzustellen. Der italienische Regisseur Roberto Rossellini sah sich das Fragment an und erklärte sich bereit, den Cinemascopefilm zu Ende zu drehen. Doch jetzt ergab sich ein neues Problem: Guido Martufi, der Darsteller des Tell-Knaben, war inzwischen vierzehn Jahre alt und sichtlich der Rolle des Knaben entwachsen. Da bereits mehrere Szenen mit ihm gedreht worden waren, konnte man ihn nicht durch einen anderen Zehnjährigen ersetzen.
Der letzte Versuch, den Film zu retten, war die Reduzierung auf einen dreißigminütigen Kurzfilm, doch dieses Projekt kam nicht über die Planungsphase hinaus.